# 高田秀一
高田 秀一（たかだ しゅういち、1983年10月13日 - ）は、東京都板橋区中台出身のプロバスケットボール選手である。ポジションは、スモールフォワード/パワーフォワード。195cm、91kg。

## 来歴
13歳の時にバスケットボールを始める。中台中学校を卒業後、日大豊山高校に進学。最大の激戦区である東京都において、高校2年生(2000年)のウィンターカップ(16年ぶり3回目の出場)で初めて全国大会に出場。1回戦で熊本国付に敗れた。高校卒業後は、日本体育大学に進学。インカレなどで活躍するものの、大学4年生の時に大きな怪我を負ってしまう。
大学卒業後は三菱電機ダイヤモンドドルフィンズに入団し、プロ選手となったが、怪我のリハビリに大半を費やすこととなる。
2008年、bjリーグ、高松ファイブアローズよりドラフト全体6位指名を受け入団。背番号は41。2008-09シーズン前半は出場機会に恵まれなかったが、シーズン後半より頭角を現し、35試合に出場。チーム新記録の11連勝とプレイオフ・カンファレンスセミファイナル進出に貢献する。
2010-11シーズン、2月6日の秋田ノーザンハピネッツ戦（秋田市立体育館）では、チームに怪我人続出で6名しか出場できる選手が居ない状況の中、25得点を稼ぎ出し67-61での勝利の立役者となった。
2012-13シーズンはFA権を行使して大阪エヴェッサに所属した後、2013-14シーズンは大分ヒートデビルズに所属。11月16日・17日のライジング福岡戦では高いシュート成功率（3P50%、2P90%、フリースロー100%）で計35得点を記録して連勝に貢献したことが評価されて、週間MVPを初受賞した。
2014-15シーズンは島根スサノオマジックと契約。
2015-16シーズンは4シーズンぶりに高松に復帰した。
bjリーグとNBLが統合して発足したBリーグの初年度2016-17シーズンもチーム名変更した香川ファイブアローズと契約した。
2018年11月28日に、プロキャリア通算3000得点を達成。2018-19シーズン限りで香川を退団。

## 経歴
- 板橋区立中台中学校 - 日大豊山高 - 日本体育大学 - 三菱電機(2007年〜2008年) - 高松ファイブアローズ(2008年〜2012年) - 大阪エヴェッサ(2012年〜2013年） - 大分ヒートデビルズ(2013年〜2014年) - 島根スサノオマジック(2014年〜2015年) - 高松ファイブアローズ(2015年〜2016年） - 香川ファイブアローズ(2016年〜2019年）

## 成績
| シーズン         | チーム | GP | GS | MPG  | FG%  | 3P%  | FT%  | RPG | APG | SPG | BPG | TO  | PPG |
| ---------------- | ------ | -- | -- | ---- | ---- | ---- | ---- | --- | --- | --- | --- | --- | --- |
| bjリーグ 2008-09 | 高松   | 35 | 11 | 13.3 | .460 | .324 | .396 | 1.7 | 0.9 | 0.3 | 0.1 | 0.8 | 5.2 |
| bjリーグ 2009-10 | 高松   | 51 | 18 | 19.9 | .412 | .284 | .574 | 2.4 | 0.7 | 0.4 | 0.2 | 1.1 | 6.4 |
| bjリーグ 2010-11 | 高松   | 48 | 38 | 27.0 | .371 | .312 | .657 | 3.2 | 1.5 | 0.7 | 0.1 | 1.9 | 9.1 |
| bjリーグ 2011-12 | 高松   | 47 | 27 | 25.1 | .320 | .143 | .667 | 2.7 | 1.1 | 0.6 | 0.2 | 1.7 | 5.8 |
| bjリーグ 2012-13 | 大阪   | 40 | 10 | 9.1  | .340 | .600 | .643 | 0.8 | 0.5 | 0.4 | 0.0 | 0.5 | 1.9 |
| bjリーグ 2013-14 | 大分   | 47 | 44 | 26.9 | .411 | .292 | .675 | 2.6 | 1.3 | 0.7 | 0.1 | 1.4 | 7.7 |
| bjリーグ 2014-15 | 島根   | 49 |    | 21.9 | .413 | .344 | .553 | 2.4 | 1.0 | 0.3 | 0.1 | 1.3 | 6.0 |
| bjリーグ 2015-16 | 高松   | 47 |    |      |      |      |      |     |     |     |     |     |     |
| B2 2016-17       | 香川   | 52 |    |      |      |      |      |     |     |     |     |     |     |
| B2 2017-18       | 香川   | 53 |    |      |      |      |      |     |     |     |     |     |     |
| B2 2018-19       | 香川   | 56 |    |      |      |      |      |     |     |     |     |     |     |

## エピソード
- 尊敬する選手はダーク・ノヴィツキー[3]